# ثابت بن هزال
ثابت بن هزال (المتوفي سنة 12 هـ) صحابي من بني غنم بن عوف من الخزرج، شهد مع النبي محمد المشاهد كلها، ثم شارك في حروب الردة، وقُتل يوم اليمامة.